# Laura Meschede
Laura Meschede (geb. 1994) ist eine deutsche Journalistin, die mit sozialkritischen und Multimedia-Reportagen bekannt wurde. Ihre Themenschwerpunkte sind Politik, Gesellschaft und Digitalisierung.

## Leben
Laura Meschede absolvierte eine Ausbildung an der Deutschen Journalistenschule in München. Seit 2014 schreibt sie als freiberufliche Journalistin, Reporterin und Autorin für Print- und Online-Ausgaben verschiedener Tageszeitungen, wie taz, Die Zeit, FAZ oder Süddeutsche Zeitung. Nebenher studiert sie Politikwissenschaft und Volkswirtschaftslehre an der LMU München (Stand 2018).

## Reportagen
Kein Platz ist der Titel einer multimedialen Online-Reportage von Laura Meschede auf taz.de über das Leben von Roma-Familien in Mazedonien. Sie wurde dafür im Jahr 2016 mit dem Otto-Brenner-Preis für kritischen Journalismus in der Kategorie Newcomer ausgezeichnet. Meschede verstehe sich „stilsicher aufs digitale Erzählen und Erklären und rückt eine so oft diskriminierte Bevölkerungsgruppe mitten in unsere Aufmerksamkeit: modern und ernsthaft und ohne Schwere“, so die Jury. Nach ihrer Ankündigung, die 2000 Euro Preisgeld der Familie zu spenden, mit der sie drei Monate lang gelebt hatte, beschlossen sowohl die Otto-Brenner-Stiftung als auch die Gewerkschaft IG Metall jeweils Spenden in gleicher Höhe beizusteuern und überreichten ihr im Rahmen der Preisverleihung symbolische Schecks. Die Laudatio hielt Sonia Seymour Mikich. Die Reportage war 2017 für den Grimme Online Award nominiert.
Für die Recherche zu ihrer im SZ-Magazin publizierten Reportage Die Mensch-Maschine bediente sich Meschede der Methode des investigativen Journalismus. Drei Wochen arbeitete sie verdeckt als Clickworkerin bei der Crowdsourcing-Plattform Amazon Mechanical Turk, auf der rund eine halbe Million Menschen weltweit, vor allem aus Niedriglohnländern, um digitale Kleinstaufträge konkurrieren. Für wenige Cent erledigen sie monotone, für Maschinen noch zu komplexe Aufgaben und bewerten Bilder oder tippen Kassenbons ab. Meschede berichtete über schlechte Bezahlung, fehlende Rechte, hohen Konkurrenzdruck und Einsamkeit. Nach eigenen Angaben hätte sie Die Mensch-Maschine ohne ein Stipendium nicht schreiben können.
Überraschend lehnte sie 2018 den von der Bank ING-DiBa mit 5000 Euro dotierten Helmut-Schmidt-Journalistenpreis ab, der ihr für die Reportage zuerkannt worden war. Sie begründete ihre Ablehnung in einer Rede während der von ihr als PR-Veranstaltung bezeichneten Verleihungszeremonie. Sie könne den bankfinanzierten Preis nicht entgegennehmen, wenn sie als Journalistin weiterhin glaubwürdig sein soll.
Hier ein Auszug aus ihrer Rede:

„Wenn ich in die Zukunft blicke, habe ich Angst. Nicht Angst, dass sich etwas ändert. Sondern Angst, dass alles bleibt, wie es ist.[…] In Zeiten, in denen eigentlich alles steigt außer den Reallöhnen; in denen Jeff Bezos in der Minute 1,3 mal so viel verdient wie ein Amazon-Mitarbeiter im ganzen Jahr und in denen die einzige Sicherheit, die wir haben, die ist, dass uns im Alter das Geld nicht reichen wird – in solchen Zeiten ist es keine Option mehr, sich still einzufinden. […] Und deswegen stehe ich auch hier, um PR zu machen. Aber nicht für die Ing-Diba. Sondern für den Gedanken, dass es eine Alternative gibt, dazu, wie die Welt jetzt ist.“

Für die Reportage Die Mensch-Maschine erhielt sie 2018 den mit 2000 Euro dotierten Willi-Bleicher-Preis in der Kategorie Nachwuchs und stand 2019 auf der Shortlist für den Henri-Nannen-Preis.

## Politisches Engagement
Meschede legte im Oktober 2018 gemeinsam mit anderen Mitgliedern des Münchener Bündnisses noPAG Verfassungsbeschwerde gegen die umstrittene Verschärfung des bayerischen Polizeiaufgabengesetzes (PAG) ein.

## Auszeichnungen
- 2016 Otto-Brenner-Preis
- 2018 Helmut-Schmidt-Journalistenpreis (nicht angenommen)
- 2018 Willi-Bleicher-Preis in der Kategorie Nachwuchs

## Veröffentlichungen (Auswahl)
- Kein Platz. Leben in Suto Orizari, Europas größtem Roma-Viertel. Multimedia Online-Reportage, erschienen  in Taz.de, 7. April 2016
- Im Raster, multimediales Online-Dossier zum Thema Internetüberwachung, FAZ.net, 2. Februar 2018
- Die Mensch-Maschine. (pdf), erschienen im SZ-Magazin, März 2018